# Didymocarpus pseudomengtze
Didymocarpus pseudomengtze är en tvåhjärtbladig växtart som beskrevs av Wen Tsai Wang. Didymocarpus pseudomengtze ingår i släktet Didymocarpus och familjen Gesneriaceae. Inga underarter finns listade i Catalogue of Life.